# Thomas Pöck
Thomas Pöck, född 2 december 1981 i Klagenfurt, är en österrikisk ishockeyspelare som spelar för Klagenfurter AC i Österrike.
Thomas Pöck har tidigare spelat i NHL för New York-lagen Rangers och Islanders samt i AHL för Rangers farmarlag Hartford Wolf Pack. Från 2009 till 2011 spelade han för Rapperswil-Jona Lakers i schweiziska Nationalliga A.
Pöck var från början forward men skolades om till back då han spelade för University of Massachusetts.

## Statistik
Senast uppdaterad 14 november 2015
| 1998–99           | EC KAC                      | ÖEL               | 31  | 0  | 0  | 0  | 2  | —  | — | — | — | —  |
| 1999–00           | EC KAC                      | ÖEL               | 13  | 1  | 4  | 5  | 14 | —  | — | — | — | —  |
| 2000–01           | University of Massachusetts | Hockey East       | 33  | 6  | 6  | 12 | 59 | —  | — | — | — | —  |
| 2001–02           | University of Massachusetts | Hockey East       | 23  | 5  | 7  | 12 | 26 | —  | — | — | — | —  |
| 2002–03           | University of Massachusetts | Hockey East       | 37  | 17 | 20 | 37 | 46 | —  | — | — | — | —  |
| 2003–04           | University of Massachusetts | Hockey East       | 37  | 16 | 25 | 41 | 48 | —  | — | — | — | —  |
| 2003–04           | New York Rangers            | NHL               | 6   | 2  | 2  | 4  | 0  | —  | — | — | — | —  |
| 2004–05           | Hartford Wolf Pack          | AHL               | 50  | 1  | 5  | 6  | 55 | 6  | 0 | 1 | 1 | 8  |
| 2004–05           | Charlotte Checkers          | ECHL              | 3   | 0  | 2  | 2  | 2  | —  | — | — | — | —  |
| 2005–06           | Hartford Wolf Pack          | AHL               | 67  | 15 | 46 | 61 | 99 | 6  | 0 | 3 | 3 | 15 |
| 2005–06           | New York Rangers            | NHL               | 8   | 1  | 1  | 2  | 4  | —  | — | — | — | —  |
| 2006–07           | New York Rangers            | NHL               | 44  | 4  | 4  | 8  | 16 | 4  | 0 | 3 | 3 | 4  |
| 2006–07           | Hartford Wolf Pack          | AHL               | 4   | 0  | 1  | 1  | 2  | —  | — | — | — | —  |
| 2007–08           | New York Rangers            | NHL               | 1   | 0  | 0  | 0  | 0  | —  | — | — | — | —  |
| 2007–08           | Hartford Wolf Pack          | AHL               | 74  | 7  | 37 | 44 | 63 | 5  | 0 | 0 | 0 | 8  |
| 2008–09           | New York Islanders          | NHL               | 59  | 1  | 2  | 3  | 35 | —  | — | — | — | —  |
| 2009–10           | Rapperswil-Jona Lakers      | NLA               | 49  | 11 | 22 | 33 | 58 | 7  | 2 | 7 | 9 | 8  |
| 2010–11           | Rapperswil-Jona Lakers      | NLA               | 47  | 8  | 17 | 25 | 40 | 10 | 2 | 3 | 5 | 4  |
| 2011–12           | Modo Hockey                 | Elitserien        | 55  | 9  | 16 | 25 | 32 | 6  | 0 | 0 | 0 | 6  |
| 2012–13           | Lake Erie Monsters          | AHL               | 62  | 11 | 22 | 33 | 61 | —  | — | — | — | —  |
| 2013–14           | EC KAC                      | EBEL              | 52  | 10 | 15 | 25 | 50 | —  | — | — | — | —  |
| 2014–15           | EC KAC                      | EBEL              | 54  | 6  | 26 | 32 | 70 | 9  | 2 | 3 | 5 | 12 |
| 2015–16           | EC KAC                      | EBEL              | 18  | 4  | 10 | 14 | 20 | —  | — | — | — | —  |
| NHL totalt        | NHL totalt                  | NHL totalt        | 118 | 8  | 9  | 17 | 55 | 4  | 0 | 3 | 3 | 4  |
| Elitserien totalt | Elitserien totalt           | Elitserien totalt | 55  | 9  | 16 | 25 | 32 | 6  | 0 | 0 | 0 | 6  |